# Тойода Йохеї
Йохеї Тойода (яп. 豊田 陽平, нар. 11 квітня 1985, Комацу) — японський футболіст, нападник клубу «Саган Тосу» та національної збірної Японії.

## Клубна кар'єра
У дорослому футболі дебютував 2004 року виступами за команду клубу «Нагоя Грампус», в якій провів три сезони, взявши участь у 33 матчах чемпіонату. 
Своєю грою за цю команду привернув увагу представників тренерського штабу клубу «Монтедіо Ямагата», до складу якого приєднався 2007 року на умовах оренди. Відіграв за команду з Ямагати наступні два сезони своєї ігрової кар'єри. Більшість часу, проведеного у складі «Монтедіо Ямагата», був основним гравцем атакувальної ланки команди.
Протягом 2009—2010 років захищав кольори команди клубу «Кіото Санга».
2010 року був орендований клубом «Саган Тосу», відіграв на умовах оренди наступні три роки своєї кар'єри гравця. За цей час став ключовим гравцем нападу команди та одним з її головних бомбардирів, маючи середню результативність на рівні 0,51 голу за гру першості. 2012 року уклав з «Саган Тосу» повноцінний контракт.

## Виступи за збірну
2013 року дебютував в офіційних матчах у складі національної збірної Японії. Наразі провів у формі головної команди країни 4 матчі.

## Статистика
Статистика виступів у національній збірній.
| Збірна Японії | Збірна Японії | Збірна Японії |
| Роки          | Ігри          | голи          |
| ------------- | ------------- | ------------- |
| 2013          | 3             | 0             |
| 2014          | 3             | 1             |
| 2015          | 2             | 0             |
| Усього        | 8             | 1             |

## Титули і досягнення
- Переможець Кубка Східної Азії: 2013